# Africophilus sinuaticauda
Africophilus sinuaticauda är en skalbaggsart som beskrevs av Mario E. Franciscolo 1994. Africophilus sinuaticauda ingår i släktet Africophilus och familjen dykare. Inga underarter finns listade i Catalogue of Life.